# Hans Villius
Hans Emil Villius, född 10 juli 1923 i Kalmar, död 22 juni 2012 i Täby, var en svensk historiker, författare och TV-personlighet. 

## Biografi
Villius blev filosofie licentiat vid Lunds universitet 1948, filosofie doktor i historia där 1951 på en avhandling om Karl XII:s ryska fälttåg  samt var docent i historia där 1952–1957. Han producerade tillsammans med Olle Häger under flera decennier en mängd historiska dokumentärfilmer för Sveriges Television, i vilka Villius också bidrog med sin välbekanta berättarröst. Villius har även skrivit flera böcker, bland annat om diplomaten Raoul Wallenberg. Han spelade även justitieminister i filmen Mannen från Mallorca (1984) av Bo Widerberg och medverkade som berättarröst i de svenska versionerna av de historiskt inriktade datorspelen Caesar 3, Farao och expansionen, Kleopatra: Nilens drottning samt reklamen för tv-spelet Gears of War 3 och i den svenska tv-serien Rederiet. Han var även berättarröst i reklamfilmen för det svenska bandet  kents samlingsbox  Box 1991-2008.
Hans Villius anställdes vid Sveriges radio 1957, var chef för ljudradions kulturredaktion 1963–1966, chef för Televisionens sektion för dokumentärhistoria 1966, anställd vid TV2 1969–1987 och vid Kanal 1 1987–1996.
Villius erhöll många priser och utmärkelser för sitt arbete. Han tilldelades 1996 professors namn; vidare var han hedersledamot av Kalmar nation vid Uppsala universitet. År 2012 belönades han med H.M. Konungens medalj i guld av åttonde storleken i Serafimerordens band, tillsammans med kollegan Olle Häger.

## Familj
Hans Villius var son till tandläkaren Emil Villius (1889–1952) och Anna Villius (1885–1973), född Madelung (gifta 1917). Han gifte sig den 10 april 1952 med filosofie kandidaten Elsa Brunkman  (1928–2017). Hans Villius var bror till Gertrud Zetterholm, morbror till Finn Zetterholm och morfar till Sara Villius. Hans Villius och hans fru är begravda på Vikens gamla kyrkogård.

## Produktioner

### TV-produktioner (i urval)
- 1966 – Skotten i Dallas – Mordet på John F Kennedy
- 1967 – Frågetecken över Östersjön (Återutgiven på DVD 2004, bonusmaterial till DC-3:ans sista resa)
- 1967 – I nödfall med våld – Kongokrisen
- 1967 – Snart är det slut på hela härligheten – Ryska revolutionen
- 1971 – Sverige i det kalla kriget
- 1974 – Folkhemmets hemligfolk – IB-affären
- 1980 – 1000 år – En svensk historia (enbart berättarröst)
- 1980 – Där farlig sunnan går – Kalmarsund
- 1984–1992 – Svart på vitt
- 1986 – Sammansvärjningen
- 1988 – Fyra dagar som skakade Sverige – Midsommarkrisen 1941
- 1993 – Jag ser underbara ting – Strövtåg i Egypten
- 1994 – Moses, Aron och Karl XII, Sverige och Norge
- 1999 – Hundra svenska år (enbart berättarröst)
- 2000 – Järnvägen 200 år

### Filmproduktioner (i urval)
- 1984 – Mannen från Mallorca
- 2006 – Den fruktbara fantasien

### Radioproduktioner (i urval)
- 1954 – På jakt efter odödlighet – Erik Dahlbergs dagbok
- 1958 – Död åt drottningen- Babingtons konspiration mot Elisabet I
- 1958 – Kryssarspel på liv och död – Hoods undergång och jakten på Bismarck

### Skrifter (i urval)
- 1951 – Karl XII:s ryska fälttåg – Doktorsavhandling
- 1955 – Kassettbrevens gåta – Maria Stuart och mordet på Darnley
- 1959 – Makten, äran och helvetet
- 1966 – Fallet Raoul Wallenberg Medförfattare Elsa Villius

## Priser och utmärkelser (urval)
- Svenska Akademien – 1985: Karin Gierows pris för kunskapsförmedlande framställningskonst.[11]
- Stora journalistpriset – Svart på Vitt – 1986
- Publicistklubbens guldpenna – 1991, tillsammans med Olle Häger. Det var första gången som två personer fått dela på Guldpennan.[12]
- Hertig Karls pris – 1995, tillsammans med Olle Häger.[13][14]
- Professors namn – 1996[4]
- Täby kommuns kulturpris – 1999
- Kalmar kommuns kulturpris – 2000
- H.M. Konungens medalj i guld av 8:e storleken i Serafimerordens band (Kon:sGM8mserafb) – 6 juni 2012[5]